# Harley-Davidson Knucklehead

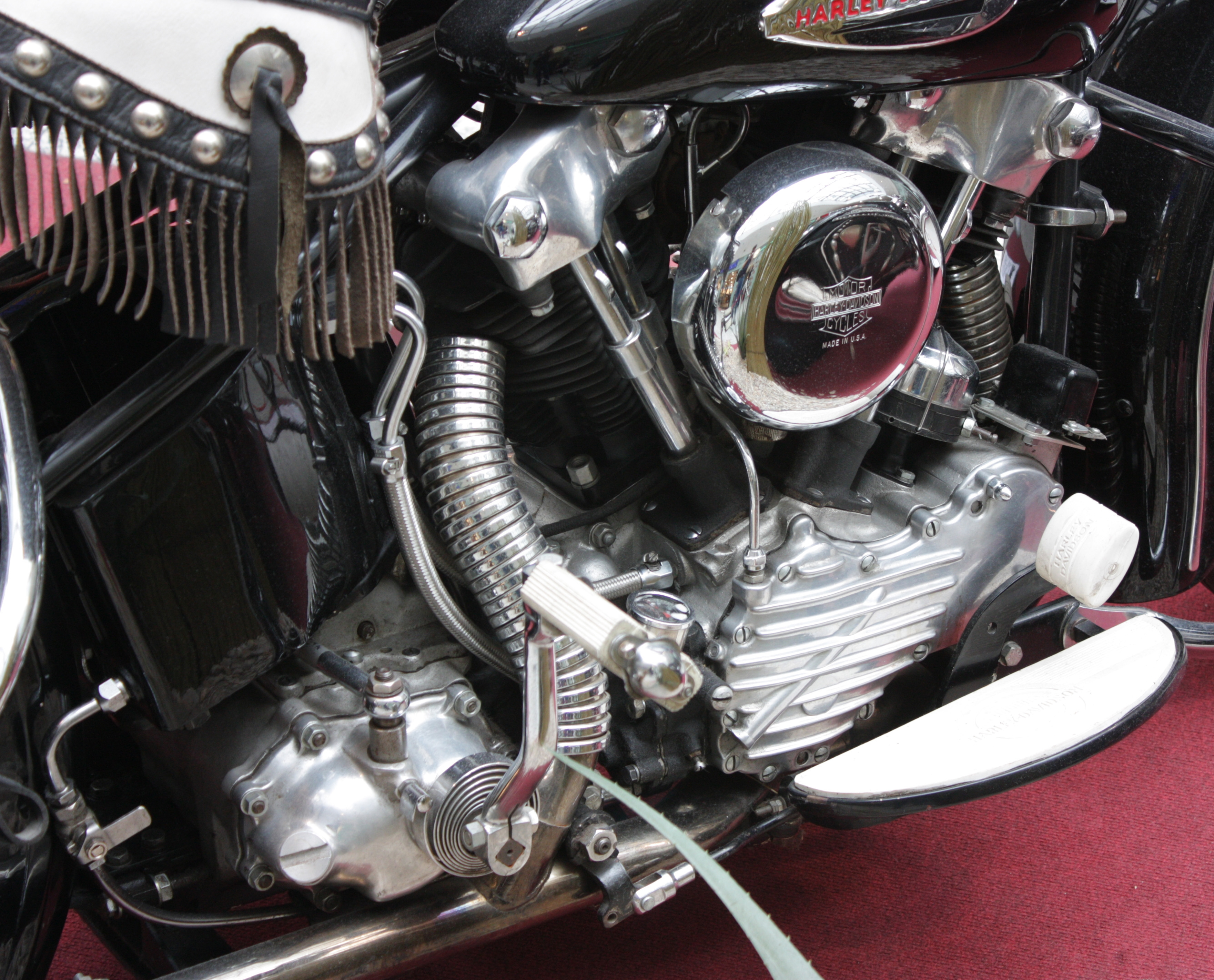
Harley-Davidson Knucklehead.

Le moteur Knucklehead est un surnom utilisé par les amateurs référant à un type de moteur Harley-Davidson, ainsi nommé en raison de la forme distincte de ses cache-culbuteurs .

## Description
Le moteur est un bicylindre en V à 45°. Des poussoirs actionnent les soupapes en tête au nombre de deux par cylindre. C'est le troisième type de moteur V-twin utilisé par Harley-Davidson, en remplacement du modèle Flathead VL de 1936, le haut de gamme de la marque. Le moteur a été fabriqué jusqu'en 1947 et a été remplacé par le modèle Panhead en 1948. Les modèles Knucklehead furent initialement dénommés « OHV » par les amateurs de l'époque et dans la littérature officielle Harley. Le surnom est né de la culture des choppers en Californie à la fin des années 1960.
Comme la conception de Harley-Davidson moteurs a évolué à travers les années, la forme particulière des couvercles de soupape a permis aux amateurs de Harley-Davidson de reconnaitre un moteur simplement en regardant la forme de ces couvercles. Le couvercle (head) des soupapes du moteur Knucklehead a des contours ressemblant à des doigts (knuckles) sur un poing qui lui donnent son nom.